# دنيس إل. فريمان
دنيس إل. فريمان (بالإنجليزية: Dennis L. Freeman)‏ هو سياسي أمريكي، ولد في 22 مارس 1939 في باتون في الولايات المتحدة. حزبياً، نشط في الحزب الجمهوري. وقد انتخب عضو مجلس نواب ولاية ايوا.